# واقعية أخلاقية

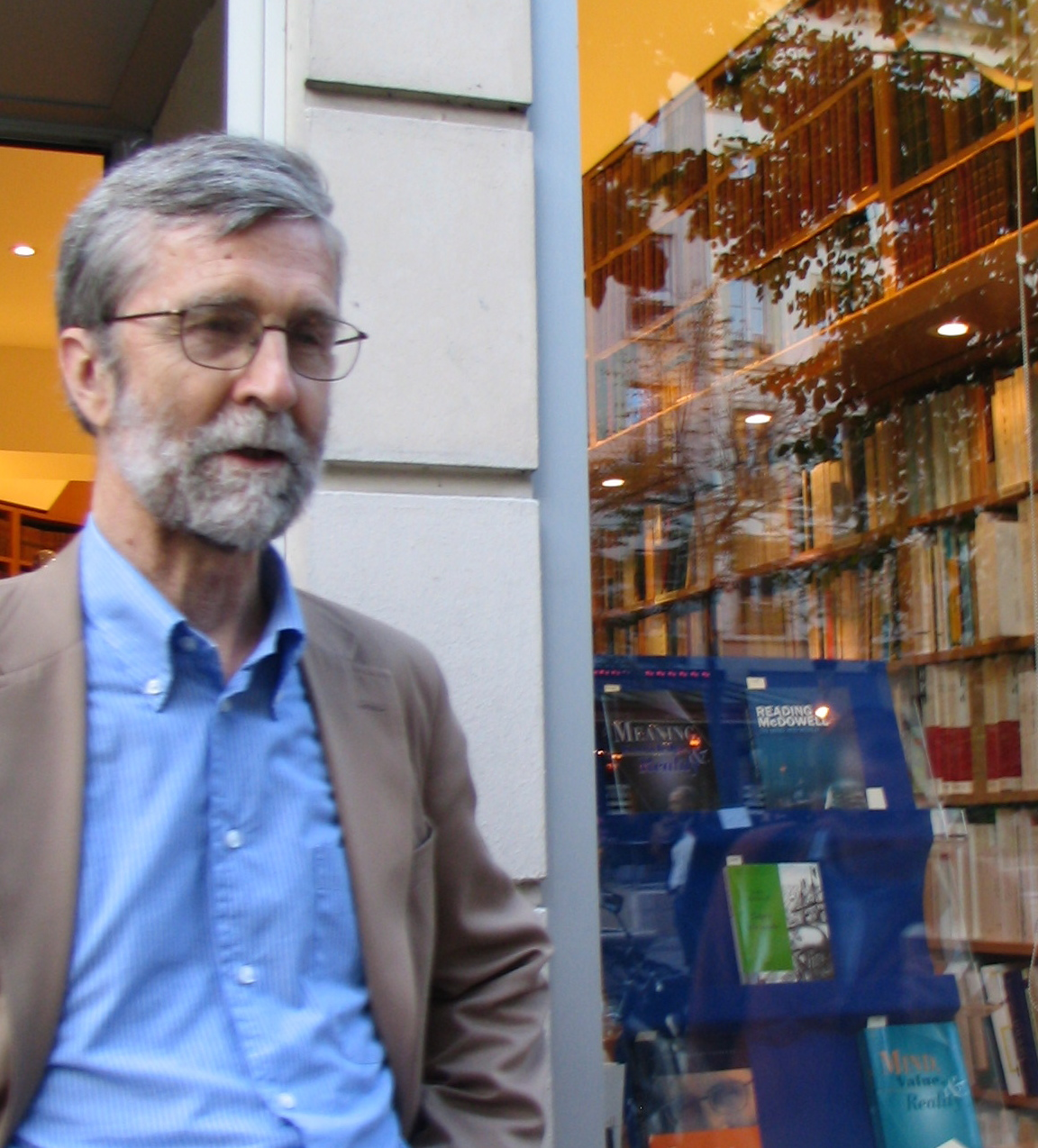

الواقعية الأخلاقية (أو الأفلاطونية الأخلاقية)، هي الموقف الذي تُعبّر الجمل الأخلاقية من خلاله عن قضايا بالإشارة إلى السمات الموضوعية للعالم (أي السمات الموضوعية بصرف النظر عن الرأي الشخصي)، وقد تكون بعض هذه القضايا صحيحة إلى حد ذكر هذه السمات بدقة. وبالتالي، تُعد الواقعية الأخلاقية شكلًا لاعدميًا من أشكال المعرفانية الأخلاقية (التي تقول إن الجمل الأخلاقية تعبّر عن قضايا يمكن تقييمها على أنها صحيحة أو خاطئة) وذات توجه أنطولوجي، بالإضافة إلى تعارضها مع جميع أشكال اللاواقعية الأخلاقية والشكوكية الأخلاقية، ولا سيما الذاتانية الأخلاقية (التي تنكر إشارة القضايا الأخلاقية إلى حقائق موضوعية) ونظرية الخطأ (التي تنفي صحّة أي قضايا أخلاقية) واللامعرفانية (التي ترفض الفكرة القائلة إن الجمل الأخلاقية تعبر عن قضايا أساسًا). تشتمل الواقعية الأخلاقية على قسمين فرعيين بارزين، وهما الطبيعانية الأخلاقية واللاطبيعانية الأخلاقية.
يدّعي العديد من الفلاسفة إمكانية عزو الواقعية الأخلاقية إلى أفلاطون، باعتبارها مذهبًا فلسفيًا على الأقل، ويضيفون بأنها شكلًا مبررًا من أشكال المذهب الأخلاقي. خلص استطلاع في عام 2009 لـ 3,226 مشاركًا أن 56% من الفلاسفة يستسيغون الواقعية الأخلاقية أو ينجذبون إليها (28% منهم لاواقعيين). تشتمل قائمة الواقعيين الأخلاقيين المكينيين البارزين على كل من ديفيد برينك، وجون ماكدويل، وبيتر رايلتون، وجيفري ساير مكورد، ومايكل أ. سميث، وتيرينس كيونيو، وراس شيفر لانداو، وجورج إدوارد مور، وجون فينيس، وريتشارد بويد، ونيكولاس ستورجون، وتوماس ناغل، وديريك بارفيت. زعم نورمان جيراس أن كارل ماركس كان واقعيًا أخلاقيًا. دُرست الواقعية الأخلاقية في سياق مختلف التطبيقات الفلسفية والعملية.

## الواقعية الأخلاقية المكينية مقابل الواقعية الأخلاقية الأدنوية
عُينت الحدود الفاصلة بين الشكل الأدنوي والشكل المعتدل والشكل المكيني للواقعية الأخلاقية في الأدبيات.
يُلزم النموذج المكيني للواقعية الأخلاقية الواقعيين الأخلاقيين بثلاث دعاوي:
- الدعوى الدلالية: يتمثل الدور الدلالي الأساسي للمحمولات الأخلاقية (كـ «صواب» و«خطأ» مثلًا) في الإشارة إلى الخصائص الأخلاقية (مثل الصواب والخطأ)، بحيث تنطوي العبارات الأخلاقية (مثل «النزاهة أمر جيد» و«العبودية أمر غير عادل») على تمثيل للحقائق الأخلاقية وتعبير عن القضايا الصحيحة أو الخاطئة (أو الصحيحة بشكل تقريبي، والخاطئة إلى حد كبير، وما إلى ذلك).
- الدعوى الطورية: بعض القضايا الأخلاقية صحيحة في حقيقة الأمر.
- الدعوى الميتافيزيقية: تصبح القضايا الأخلاقية صحيحة حين تمتلك الأفعال ومواضيع التقييم الأخلاقي الأخرى خصائص أخلاقية ذات صلة (بحيث يصبح الوصول إلى الحقائق الأخلاقية أمرًا ممكنًا)، وحيث تصبح هذه الحقائق والخصائص مكينية: أي أن مركزها الميتافيزيقي –مهما كان- لا يختلف اختلافًا جوهريًا عن مركز (أنواع معينة) من الحقائق والخصائص اللاأخلاقية العادية.

يتخلى النموذج الأدنوي (أو الشمولية الأخلاقية) عن الدعوى الميتافزيقية، ويتعامل معها وكأنها مثار خلاف بين الواقعيين الأخلاقيين (بدلًا من خلاف بين الواقعيين الأخلاقيين واللاواقعيين). لا يُعد هذا النزاع مسألة عديمة الأهمية، إذ ينظر مستخدمو النموذج المكيني إلى قبول أو رفض الدعوى الميتافيزيقية على أنه الفارق الرئيسي بين الواقعية الأخلاقية واللاواقعية الأخلاقية. وفي الواقع، يعتمد قبولنا لواحد من هذين النموذجين على المسألة المتمثلة في كيفية تصنيف بعض وجهات النظر الممكنة منطقيًا (إن كانت لامركزية)، كرفض الدعوات الدلالية والطورية بالتزامن مع قبول الدعوى الميتافزيقية مثلًا. قد يطلق أحد مستخدمي النموذج المكيني على مثل وجهة النظر هذه اسم «اللامعرفانية الواقعية»، بينما قد يصنف أحد مستخدمي النموذج الأدنوي وجهة النظر هذه جنبًا إلى جنب مع أشكال اللامعرفانية الأكثر تقليدية الأخرى.
يختلف النموذج المكيني والنموذج الأدنوي فيما بينهما حول كيفية تصنيف الذاتوية الأخلاقية (وهي وجهة النظر القائلة إن الحقائق الأخلاقية غير مستقلة عن الآراء في هذا الصدد، لكن يمكن أن تكون العبارات الأخلاقية صحيحة). يفسر الارتباط التاريخي بين الذاتوية واللاواقعية الأخلاقية سبب هيمنة النموذج المكيني على الواقعية الأخلاقية إلى حد كبير –حتى وإن كانت الهيمنة ضمنية- في كل من الإنتاجات الفكرية الفلسفية التقليدية والمعاصرة حول الأخلاقيات الفوقية.